# Cape Bauld
Cape Bauld är en udde i Kanada.   Den ligger i provinsen Newfoundland och Labrador, i den östra delen av landet, 1 600 km öster om huvudstaden Ottawa. Cape Bauld ligger på ön Quirpon Island.
Terrängen inåt land är platt. Trakten är glest befolkad. Närmaste större samhälle är St. Lunaire-Griquet, 14,1 km söder om Cape Bauld. 